# VÁTI
VÁTI Nonprofit Kft. (usage courant : VÁTI ; nom complet : VÁTI Magyar Regionális Fejlesztési és Urbanisztikai Nonprofit Kft., en français : « Société hongroise à but non lucratif VÁTI chargée du développement régional et urbain »), est une entreprise publique hongroise, dont l'objet est de produire des études prospectives et d'agir en conseiller stratégique sur l'aménagement du territoire et le développement territorial en Hongrie. Renommée en 1997, son acronyme fait référence au Városépítési Tudományos és Tervező Intézet (« Institut de recherche et de planification en urbanisme »), fondé en 1967 comme l'héritier du VÁTERV (Városépítési Tervező Iroda, « Bureau de planification urbaine ») (1950).
Elle est membre pour la Hongrie de l'association européenne Urbandata.